# 二人でお酒を
「二人でお酒を」（ふたりでおさけを）は、1974年3月25日に発売された梓みちよのシングル。

## 解説
作詞は山上路夫、作曲は平尾昌晃による。大人の恋愛模様を描いた楽曲で、本作の大ヒットにより梓自身も清純派からのイメージ転換に成功した、と評価されることがある。
梓は、1963年に発表した「こんにちは赤ちゃん」の大ヒットで人気歌手になったものの、それから11年過ぎ、「いつになったらこの歌から抜けられるのか」と思うようになり、「自分を解放してくれる歌」を望んでいた。そこで、梓の所属事務所は、山上と平尾に「梓を脱皮させる」新しい曲作りを託す。作詞の山上路夫は数日間考え続けたが、結局「酒好きの梓らしい、お酒を飲む女性像が一番」と考えた。演歌歌手ではない梓に酒の歌を歌わせることはためらいもあったものの「新局面を開くには冒険も必要」と割り切った。梓自身も「酒好きの自分にぴったりでうれしかった」とすぐに気に入った。
1974年のオリコン年間ヒットチャートで第18位にランクインした。この曲で梓は、大晦日の『第25回NHK紅白歌合戦』にも、1969年の第20回以来5年ぶりの再出場を果たした。また、年末の賞レースでは、『第5回日本歌謡大賞』で放送音楽賞を、『第16回日本レコード大賞』で大衆賞をそれぞれ受賞した。なおこれより前に開催された『第1回FNS歌謡祭』（1974年上期。当時はコンテスト歌謡祭で、また「上下期制」だった）では特別賞を受賞した。
テレビ番組やステージで披露される際、1番の歌詞を歌い終えたあと床に胡坐をかきながら歌うのが通例である。これは、「『女だてらに』あぐらをかいてみたらおもしろそう」という梓自身の提案による演出である。コンサートで試したところ、笑い声やいぶかる声が聞こえ、手ごたえを感じ、そのまま押し通したという。上記の第25回紅白でも同様のスタイルで披露され、番組放送時のアナウンス解説者が「この曲の決め手です。」と紹介している。なおこのとき、梓の次が出番であった南沙織等を除いたほぼすべての紅組出演者が、梓を囲む形で一緒に胡坐をかいたり段差に腰を掛けるなどして応援した。のちにこの模様がNHK-BS2『あなたが選ぶ思い出の紅白・感動の紅白』で放送された際、「数多い出演者の中でも、NHKで胡坐をかいたのはこの方（梓）くらいではないでしょうか。」と番組司会者の宮本隆治が冗談を交じえて発言している。
このほか『夜のヒットスタジオ』1976年1月19日放送分では、梓がOPメドレーのラストで本曲を歌唱、2コーラス目では梓を除く当日出演の歌手全員（和田アキ子、郷ひろみ、八代亜紀、子門真人、石川さゆり、三善英史、森進一）が胡坐をかいて梓を迎え、3コーラス目では梓自身も胡坐をかいて歌唱した。
B面の「両手で愛して」の作詞を担当した「小谷夏」は、演出家で当時東京放送のプロデューサーだった久世光彦のペンネーム。作曲を担当したのは森田公一で、久世と森田のコンビは、当時梓と同じ渡辺プロダクション所属歌手だった天地真理が1972年に発表した「ひとりじゃないの」でもコンビを組み大ヒットさせている。

## 収録曲
1. 二人でお酒を（3分32秒）
作詞：山上路夫／作曲：平尾昌晃／編曲：森岡賢一郎
2. 両手で愛して（3分16秒）
作詞：小谷夏／作曲：森田公一／編曲：高田弘

## 収録作品
- エッセンシャル・ベスト 梓みちよ
- 青春歌年鑑 1974
- 歌王 演歌名曲120
- ヒット・カーニバル
- 黄金の歌謡曲

## カバー
- テレサ・テン  (1974年、アルバム『空港/雪化粧』)
- ミヤコ蝶々（1977年、ライヴアルバム『宵々山コンサート'77』）
- 香西かおり（1991年、アルバム『綴織百景Vol.1 酒』）
- 美川憲一（1992年、アルバム『美川憲一 スタンダード歌謡を歌う』）
- 門倉有希（1999年、アルバム『プリズム』）
- イズミカワソラ（2003年、アルバム『東京フラミンゴ』、フランス語詞で歌唱）
- 多岐川舞子＆ギャランティーク和恵（2013年、シングル『恋のダブルブッキング』カップリング）
- JUJU（2016年、アルバム『スナックJUJU 〜夜のRequest〜』）
- 松原健之＆みずき舞（2018年、シングル『カナダからの手紙』カップリング）
- 宮本浩次（2020年、アルバム『ROMANCE』）